# 平公 (陳)
平公（へいこう）は、春秋時代の陳の君主（在位前778年 - 前755年）。姓は嬀、名は燮。武公の子として生まれた。兄の夷公の後をうけて陳国の君主となった。文公の父。